# Florjan pri Šoštanju
Florjan pri Šoštanju je urejeno plezališče, ki se nahaja v tik ob cesti Šoštanj-Bele Vode, s cca. 20 smermi. Ocene se gibljejo od IV (UIAA) pa do ocene VIII.